# 莱茵瑙
莱茵瑙（德語：Rheinau，發音：[ˈʁaɪnaʊ]）是德国巴登-符腾堡州弗赖堡行政区奥尔特瑙县的城市，与法国下莱茵省隔莱茵河相望，面积73.5平方千米，2023年12月31日人口为11,365人。